# قتلی بی‌نقص
قتلی بی‌نقص (به انگلیسی: A Perfect Murder) فیلمی محصول سال ۱۹۹۸ به کارگردانی اندرو دیویس است. در این فیلم مایکل داگلاس، گوئینت پالترو، ویگو مورتنسن، دیوید سوشی، ساریتا چودری، کنستانس تورز، دیوید آیگنبرگ، ویل لیمن بازی کردند.

## خلاصه داستان
استیون تیلور (مایکل داگلاس) متوجه می‌شود که همسرش (گوئینت پالترو) به او خیانت کرده است برای همین یک نقشه بی نقص برای قتل همسرش طراحی می‌کند همه چیز درست و طبق برنامه پیش می‌رود ولی یک اشتباه کوچک به همراه خوش شانسی و هوش امیلی (گوئینت پالترو) همه چیز را به هم می‌ریزد و پلیسی به نام محمد کارامان (دیوید سوشه) توطئه استیون تیلور را کشف می‌کند.